# Intergeallieerde Medaille
De Intergeallieerde Medaille, ook wel "Intergeallieerde Medaille 1914-1918", "Overwinningsmedaille" of, vanwege de tekst op de keerzijde "Medaille van de Oorlog voor de Beschaving" genoemd, is de overwinningsmedaille die na de overwinning in de Eerste Wereldoorlog aan ongeveer 11 miljoen veteranen werd uitgereikt. De medaille werd in ieder land apart ingesteld.
De geallieerden hadden afgesproken dat het zijden lint van al hun overwinningsmedailles gelijk zou zijn. Iedere medaille kreeg daarom een lint in de kleuren van een dubbele regenboog.
Het initiatief voor de medaille kwam van de Franse maarschalk Ferdinand Foch die voorstelde overwinningsmedailles naar een gezamenlijk model in te stellen in alle zestien staten die men de "geallieerden" is gaan noemen. Zij overwonnen in de Eerste Wereldoorlog de "Centralen" bestaande uit Duitsland, Oostenrijk-Hongarije, het Ottomaanse Rijk en Bulgarije.
Voordat de Vrede van Versailles met de belangrijkste centrale macht Duitsland werd getekend werd het voornemen om een gezamenlijke medaille in te voeren bekrachtigd. 
De medailles kregen op de voorzijde een afbeelding van een gevleugelde Nikè, de Griekse godin van de overwinning. Alleen in die landen waar dat symbool onbekend was werd voor een ander thema gekozen. De vormgeving van de keerzijde was vrij, veel landen kozen voor de boodschap "Medaille van de Oorlog voor de Beschaving", ieder in de eigen taal, in België was de medaille tweetalig. 
De "Medaille Interallieé" werd uiteindelijk in de volgende vijftien landen aan alle militairen uitgereikt:
- Het Verenigd Koninkrijk: De Overwinningsmedaille 1914 - 1918
- Frankrijk: De Overwinningsmedaille 1914 - 1918
- België: De Overwinningsmedaille 1914 - 1918
- Japan: De Overwinningsmedaille 1914 - 1918
- Servië: De Overwinningsmedaille 1914 - 1918
- Italië: De Overwinningsmedaille 1914 - 1918
- Portugal: De Overwinningsmedaille 1914 - 1918
- De Verenigde Staten: De Overwinningsmedaille 1914 - 1918
- Brazilië: De Overwinningsmedaille 1914 - 1918
- Cuba: De Overwinningsmedaille 1914 - 1918
- Tsjecho-Slowakije: De Overwinningsmedaille 1914 - 1918
- Griekenland: De Overwinningsmedaille
- Thailand: De Overwinningsmedaille
- Roemenië: De Overwinningsmedaille
- Zuid-Afrika: De Overwinningsmedaille

In Rusland kwam het niet tot de uitgave van een medaille. Ook China en Montenegro gaven geen Overwinningsmedaille uit. In Polen werd alleen een niet officiële medaille uitgereikt.